# Баскетбольный фристайл
Баскетбольный фристайл (англ. basketball freestyle или Freestyle basketball) — вид спорта, суть которого заключается в выполнении различных трюков с одним и более баскетбольных мячей.
Родоначальниками баскетбольного фристайла является команда «Гарлем Глобтроттерс», её участники демонстрировали виртуозное владение мячом во время матчей. Через некоторое время многочисленные фанаты баскетбола перешли из залов на улицу, где и появился стритбол (уличный баскетбол), и постепенно многим любителям надоело просто закидывать мяч в кольцо, и они начали придумывать различные обманные движения.
Через некоторое время компания AND1 (которая специализировалась на обуви и спортивной одежде для баскетболистов) организовала первый турнир по уличному баскетболу и выпустила первое видео (микстейп) совместно с уличным игроком Skip To My Lou, который и положил начало огромному «взрыву» популярности стритбола по всему миру. Простые ребята выходили на улицу и пытались делать различные фишки, чтобы эффектно обыграть соперника. Через некоторое время вышло ещё 2 микстейпа, которые положили начало развитию других команд, таких как Dime, Notic и другие. Ребятам было недостаточно обыгрывать противников, и они стали выдумывать различные движения с мячом вне баскетбольного корта. Но ещё не существовало такого понятия, как баскетбольный фристайл.
В начале XXI века баскетбольный фристайл стал выделяться в отдельный вид спорта.
Примерно в 2003—2009 годах (в разных странах по-разному) он окончательно оформился в самостоятельную дисциплину, которая на данный момент набирает всё большую популярность среди молодёжи.
На данный момент можно классифицировать элементы фристайла нескольких основных видов:
- Флоу (от англ. flow — «течение») — движения мяча по всему телу, прокаты, подбрасывания и так далее.
- Спин (от spin — «кручение») — кручение мяча на пальце, выполняя при этом различные подбрасывания, прокаты и так далее.
- Дриблинг — удары мяча об пол, базовый элемент баскетбола.
- «Два мяча» — выполнение различных трюков с двумя мячами, аналогично — «три мяча», «четыре мяча», «пять мячей».
- Power move — трюки с использованием акробатики, подачи энергии и силы.
- Ground move — трюки, выполненные на полу.
- Flexibility — трюки, выполненные с различной растяжкой и гибкостью.

В основном все виды баскетбольного фристайла компонуются каждым фристайлером по-своему, что обусловлено идеей свободного стиля.